# Gaio Claudio Glabro
Gaio Claudio Glabro (in latino Gaius Claudius Glaber; fl. 73 a.C.) è stato un politico e generale romano.
Fu pretore nel 73 a.C., e fu inviato a contrastare gli schiavi ribelli guidati da Spartaco. Nel corso dello stesso anno, fu da essi pesantemente sconfitto presso il Vesuvio nell'omonima battaglia, nella quale caddero ben 3.000 soldati romani.
Non si hanno notizie successive su Glabro, per cui non è noto se morì nel corso della battaglia o in seguito.